# Papir 73
El papir 73 (amb la numeració Gregory-Aland) és una còpia del Nou Testament en grec. És un manuscrit papir de l'evangeli de Mateu. Els textos que s'hi conserven de Mateu són els versos 25:43; 26: 2-3. El manuscrit paleogràficament ha estat assignat al segle VII.
El text grec d'aquest còdex és un representant del tipus de text bizantí, però el text és massa breu per a tenir-ne certesa. Aland la va situar a la categoria V.
Actualment, està allotjat a la Bibliotheca Bodmeriana (L) de Colònia.